# Marcelino Murrieta Murrieta

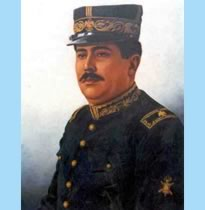
General Marcelino Murrieta

Marcelino Murrieta Murrieta (c. 1870-1938) fue militar y político mexicano, originario de Veracruz. Ocupó diversos cargos, como director del H. Colegio Militar, director de aduanas de Ciudad Juárez y gobernador de la colonia penal Islas Marías. Reconocido partidario del jefe revolucionario Álvaro Obregón.

## Biografía
Nacido en Teziutlán, Puebla o en Cuahtamingo, municipio de Jalacingo, Veracruz, ambas, localidades vecinas. Sus padres tenían parentesco, como se atestigua por sus apellidos. Su madre era de nombre Guadalupe.
Se formó como profesor en la Escuela Normal de Jalapa, bajo la tutela del pedagogo suizo Enrique Rébsamen. Posteriormente cambió a la carrera militar durante la Revolución Mexicana, llegando a adquirir el grado de General de Brigada. En 1914, siendo coronel, fungió como representante del general Heriberto Jara en la votación de los ceses de don Venustiano Carranza, como Primer Jefe del Ejército Constitucionalista, encargado del Poder Ejecutivo , y del General Francisco Villa, como jefe de la División del Norte. En 1917 pelea en la Sierra Norte del país.
En 1921 con motivo del centenario de la consumación de la independencia, desfila en la ciudad de México al mando de la Brigada de Vanguardia del H. Colegio Militar, recibiendo una gran ovación en la Plaza del Zócalo. Fue Director del Heroico Colegio Militar entre 1921 y 1922. Una vez terminada la revolución, ocupó distintos cargos públicos, por ejemplo director de aduanas en Ciudad Juárez, Chihuahua. En Ciudad Juárez, al estallar la revolución escobarista, es secundada por el C. Agustín Gallo, Presidente Municipal, así como por algunas otras autoridades y vecinos. El Jefe de la Guarnición de la Plaza, General Manuel Limón, defiende la ciudad hasta el último momento, trasladándose a El Paso, Texas. 
El 6 de marzo toman la plaza Marcelino Murrieta acompañado del General Agustín de la Vega y de Miguel del Valle. Posteriormente vivió exiliado en Guatemala. Muere en 1938 en la ciudad de México.
- Datos: Q5995641